# Einar Améen
Einar Louis Améen, född 21 maj 1901 i Stockholm, död 9 augusti 1996 i Uppsala, var en svensk ingenjör och företagsledare. 
Einar Améen, som var son till justitierådet Louis Améen och Anna, född Sjöcrona, blev civilingenjör 1926 vid Kungliga Tekniska Högskolan. Han var anställd vid Norsk staal i Trondheim 1926, vid Uddeholms AB 1926–1940 samt platschef vid Söderfors bruk 1940–1947. Åren 1947–1966 var han disponent vid Surahammars Bruks AB. Han invaldes 1960 som ledamot av Ingenjörsvetenskapsakademien.
Han var far till Louis Améen.